# Paul Gleason
Paul Xavier Gleason (Jersey City, 4 mei 1939 – Burbank, 27 mei 2006) was een Amerikaans acteur met een katholiek-Ierse achtergrond. Hij speelde in tientallen bioscoopfilms en tv-producties.
Gleason studeerde in 1966 af aan de Florida State University; ten tijde van zijn studie was hij actief in het American football. Na zijn studie ambieerde hij in eerste instantie een carrière in de honkbalsport. Zo had hij een contract bij de Cleveland Indians, maar wist niet door te dringen tot de hogere niveaus. Daarna begaf hij zich in het acteerwerk.
Zijn eerste bekendheid kreeg hij met zijn rol als dr. David Thornton in de televisieserie All My Children. Hij speelde dit personage van 1976 tot 1978. Nog bekender werd hij met zijn rol als het norse en strenge schoolhoofd Richard Vernon in de film The Breakfast Club uit 1985, een karakter dat hij later opnieuw zou spelen in de televisieserie Boy Meets World (1997) en in de speelfilm Not Another Teen Movie (2001).
Een andere glansrol was voor hem weggelegd in de komische film Trading Places uit 1983, waarin hij de gemene Mr. Beeks speelde die voor zijn zeer rijke bazen allerlei duistere karweitjes moest opknappen. Zijn tegenspelers waren steracteurs als Jamie Lee Curtis, Eddie Murphy en Dan Aykroyd.
Eveneens had hij een rol in de Star Wars-televisiefilm Ewoks: The Battle for Endor uit 1985, waarin hij optrad als Jeremitt Towani. Verder was hij te zien als een plaatsvervangend politiecommissaris in de actiefilm Die Hard uit 1988. Daarnaast speelde hij onder meer diverse gastrollen in een scala aan televisieseries als Mission: Impossible, The A-Team, Miami Vice, Murder She Wrote, Lois and Clark: The New Adventures of Superman, Seinfeld, Diagnosis Murder, Friends en Dawson's Creek. Golf was zijn grote hobby, regelmatig nam hij deel aan belangrijke golfwedstrijden, daarbij kwistig handtekeningen uitdelend aan zijn fans.
Gleason was tweemaal getrouwd. De eerste keer met de Canadese Joanna Hall, evenals hij werkzaam in het acteerwezen. Nadat hij van haar was gescheiden, trouwde hij met Susan Kiel met wie hij tot aan zijn overlijden in de echt bleef verbonden.
Paul Gleason overleed op amper 67-jarige leeftijd aan mesothelioom, een door asbest veroorzaakte zeldzame vorm van longkanker.

## Filmografie
- The Book of Caleb (2007) - Paddington (Post-productie)
- Abominable (2006) - Sheriff Halderman
- George Lopez televisieserie - Lou Powers (Afl., George to the Third Power, 2005)
- Cold Case televisieserie - Stewart Adams (Afl., Blank Generation, 2005)
- The Passing (2005) - Det. Sanders
- Malcolm in the Middle televisieserie - Mystery Man (Afl., Reese Joins the Army: Part 1 & 2, 2004)
- Dawson's Creek televisieserie - Larry Newman (Afl., Sex and Violence, 2003|Day Out of Days, 2003)
- Murder Investigation televisieserie - Matt Margolis (Afl., Sticks and Stones, 2003)
- The Guardian (televisieserie, 2001) - Scott Kollbrenner (Afl., The Dark, 2002)
- Fastlane televisieserie - Detective Lannigan (Afl., Pilot, 2002)
- Van Wilder (2002) - Professor Ted McDoogle
- Sun Gods (televisiefilm, 2002) - Rol onbekend
- Not Another Teen Movie (2001) - Richard Vernon
- Dead Last televisieserie - Johnson the CIA Agent (Afl., The Mulravian Candidate, 2001)
- Cursed televisieserie - Principal Squires (Afl., ...And Then Jack Became the Voice of the Cougars, 2001)
- The District televisieserie - Peter Wendt (Afl., Rage Against the Machine, 2001)
- Social Misfits (2001) - Warden Doyle
- The Organization (2001) - Death
- The Myersons (2001) - Dean Hanson
- Beyond Belief: Fact or Fiction televisieserie - Kip Sherman (Afl., Creepy Comics, 2000)
- Red Letters (2000) - Dean Va Buren
- The Giving Tree (2000) - Mr. Forrester
- Friends televisieserie - Jack (Afl., The One That Could Have Been: Part 1 & 2, 2000)
- Diagnosis Murder televisieserie - Detective (Afl., Seven Deadly Sins, 1999)
- The Drew Carey Show televisieserie - Judge #1 (Afl., Drew and the Gang Law, 1999)
- Veronica's Closet televisieserie - Hank (Afl., Veronica's June Swoon, 1999)
- Chicago Hope televisieserie - Tom McNeil (Afl., Home Is Where the Heartache Is, 1999)
- No Code of Conduct (1998) - John Bagwell
- Melrose Place televisieserie - Judge Nicholas (Afl., The Usual Santas, 1998)
- Nash Bridges televisieserie - Mickey Tripp (Afl., Hardball, 1998)
- Best of the Best: Without Warning (1998) - Father Gil (Niet op aftiteling)
- Day at the Beach (1998) - Detective Johnson
- Grace Under Fire televisieserie - Stuart Wallace (Afl., Finders Keepers, 1997)
- Walker, Texas Ranger televisieserie - Dr. Harold Payton (Afl., Brainchild, 1997)
- NewsRadio televisieserie - Steve Johnson (Afl., The Public Domain, 1997)
- Boy Meets World televisieserie - Dean Borak (Afl., Fraternity Now, 1997|It's Not You...It's Me, 1997)
- Money Talks (1997) - Lt. Bobby Pickett
- Shadow Conspiracy (1997) - Blythe
- A Time to Revenge (1997) - Major Whittmar
- Lost on Earth televisieserie - George Greckin (Afl. onbekend, 1997)
- Dark Skies televisieserie - Nelson Rockefeller (Afl., The Awakening, 1996)
- One West Waikiki televisieserie - Captain Dave Herzog (Afl. onbekend, 1994-1996)
- Digital Man (1995) - Dr. Parker
- There Goes My Baby (1994) - Mr. Burton
- I Love Trouble (1994) - Kenny Bacon
- Seinfeld televisieserie - Cushman (Afl., The Opposite, 1994)
- Revenge of the Nerds IV: Nerds in Love (televisiefilm, 1994) - Rol onbekend
- Lois & Clark: The New Adventures of Superman televisieserie - Henry Harrison (Afl., The Ides of Metropolis, 1994)
- Nothing to Lose (1994) - Elliot
- Boiling Point (1993) - Transaction Man
- Wild Cactus (1993) - Sheriff Brenner
- Maniac Cop 3: Badge of Silence (1993) - Hank Cooney
- Loaded Weapon 1 (1993) - FBI Agent Dwayne T. Robinson
- Running Cool (1993) - Calvin Hogg
- The Waiter (1993) - Father
- Majority Rule (televisiefilm, 1992) - Rol onbekend
- The Wonder Years televisieserie - Arthur Jensen (Afl., Scenes from a Wedding, 1992)
- Murder, She Wrote televisieserie - Steve Morrison (Afl., Murder in Milan, 1992)
- False Arrest (televisiefilm, 1991) - Arthur Ross
- Tales from the Crypt televisieserie - Det. Robinson (Afl., The Reluctant Vampire, 1991)
- Rich Girl (1991) - Marvin Wells
- L.A. Law televisieserie - Coach John Laughton (Afl., Speak, Lawyers, for Me, 1991)
- Fourth Story (televisiefilm, 1991) - Lt. Petkavich
- Murder, She Wrote televisieserie - Lt. Barney Claymore (Afl., Thursday's Child, 1991)
- Wishman (1991) - Silverstein
- Miami Blues (1990) - Sgt. Frank Lackley
- Hardball televisieserie - Rol onbekend (Afl., The Cool Katt, 1990)
- Father Dowling Mysteries televisieserie - Rol onbekend (Afl., The Stone Killer Mystery, 1990)
- Superior Court televisieserie - Attorney (Afl. onbekend, 1986-1990)
- B.L. Stryker televisieserie - Rol onbekend (Afl., Winner Takes All, 1990)
- 21 Jump Street televisieserie - Rol onbekend (Afl., Parental Guidance Suggested, 1989)
- Life Goes On televisieserie - Stan Graber (Afl., The Baby-Sitter, 1989)
- Night Game (1989) - Broussard
- Murder, She Wrote televisieserie - Sterling Rose (Afl., The Error of Her Ways, 1989)
- Starting Now (televisiefilm, 1989) - Harold
- Spooner (televisiefilm, 1989) - Roland Hyde
- Die Hard (1988) - Deputy
- Johnny Be Good (1988) - Wayne Hisler
- Supercarrier (televisiefilm, 1988) - Rol onbekend
- She's Having a Baby (1988) - Blind Boy Grunt (Niet op aftiteling)
- Lifted (1988) - Rol onbekend
- Nightmare Beach (1988) - Rol onbekend
- Beauty and the Beast televisieserie - Henry Dutton (Afl., Song of Orpheus, 1987)
- Hollywood-Monster (1987) - Stan Gordon
- Forever, Lulu (1987) - Robert
- Falcon Crest televisieserie - Andy Stryker (Afl., Cold Hans, 1987)
- Morgan Stewart's Coming Home (1987) - Jay Le Soto
- The Equalizer televisieserie - Greenleaf (Afl., Tip on a Sure Thing, 1986)
- Miami Vice televisieserie - Bunny Berrigan (Afl., When Irish Eyes Are Crying, 1986)
- The A-Team televisieserie - Harry 'The Hammer' Sullivan (Afl., The Trouble with Harry, 1986)
- Kate & Allie televisieserie - Tom Fitzgerald (Afl., High Anxiety, 1986)
- Ewoks: The Battle for Endor (televisiefilm, 1985) - Jeremitt
- Anything for Love (televisiefilm, 1985) - Larry Worth
- Dallas televisieserie - Lt. Lee Spaulding (Afl., Terms of Estrangement, 1985)
- Challenge of a Lifetime (televisiefilm, 1985) - John Schoonover
- The Breakfast Club (1985) - Principal Richard Vernon
- Doubletake (televisiefilm, 1985) - Howie Henley
- Magnum, P.I. televisieserie - Ronnie Meeder/'Jacques Arnot' (Afl., Kiss of the Sabre, 1984)
- The A-Team televisieserie - Roy Kelsey (Afl., Fire, 1984)
- Hill Street Blues televisieserie - Biff Lowe (Afl., Low Blow, 1984|Fuched Again, 1984)
- Riptide televisieserie - Commander Phillip Everett (Afl., Father's Day, 1984)
- Hardcastle and McCormick televisieserie - Jack Fish (Afl., You Would Cry Too, If It Happened to You, 1984)
- Riptide televisieserie - Detective Hallins (Afl., The Hardcase, 1984)
- Call to Glory televisieserie - Marty Colby (Afl., Paper Tiger, 1984)
- Cagney & Lacey televisieserie - Detective Crespi (Afl., A Killer's Dozen, 1984)
- Remington Steele televisieserie - Sheriff Jeff 'Jed' Nebbins (Afl., Small Town Steele, 1984)
- Scarecrow and Mrs. King televisieserie - Edson Ballon (Afl., Savior, 1984)
- Trading Places (1983) - Clarence Beeks
- Tender Mercies (1983) - Reporter
- MysteryDisc: Many Roads to Murder (Video, 1983) - Stewart Cavanaugh
- Another Life televisieserie - Lee Carothers #1 (Afl. onbekend, 1982-1983)
- MysteryDisc: Murder, Anyone? (Video, 1982) - Stewart Cavanaugh
- The Pursuit of D.B. Cooper (1981) - Remson
- Arthur (1981) - Executive
- Fort Apache the Bronx (1981) - Detective
- He Knows You're Alone (1980) - Det. Frank Daley
- The Great Santini (1979) - Lt. Sammy
- Ike (Mini-serie, 1979) - Capt. Ernest 'Tex' Lee
- Women at West Point (televisiefilm, 1979) - Major James T. Kirk
- Ike: The War Years (televisiefilm, 1978) - Rol onbekend
- All My Children televisieserie - Dr. David Thornton (Afl. onbekend, 1976-1978)
- Vigilante Force (1976) - Michael Loonius
- Columbo: Identity Crisis (televisiefilm, 1975) - Parsons
- Doc Savage: The Man of Bronze (1975) - Maj. Thomas J. 'Long Tom' Roberts
- Adam-12 televisieserie - John Suntor (Afl., Excessive Force, 1974)
- Little Laura and Big John (1973) - Sheriff
- Hit Man (1972) - Cop (Niet op aftiteling)
- Banacek televisieserie - Border Guard (Afl., No Sign of the Cross, 1972)
- Adam-12 televisieserie - Instructor Chuck Williams (Afl., Training Wheels, 1972)
- Mission: Impossible televisieserie - Blair (Afl., The Deal, 1972)
- Where Does It Hurt? - Rol onbekend
- Adam-12 televisieserie - Patrolman Arnold (Afl., Backup 1-L20, 1972)
- Private Duty Nurses (1971) - Dr. McClintock
- Adam-12 televisieserie - Smitty (Afl., The Grandmothers, 1971)
- Then Came Bronson televisieserie - Deputy (Afl., A Famine Where Abundance Lies, 1969)
- The F.B.I. televisieserie - Officer Dan Ryan (Afl., The Butcher, 1968)
- The Invaders televisieserie - Invader Thug (Afl., Task Force, 1967)
- Banning (1967) - Complaining Golfer (Niet op aftiteling)
- C'mon, Let's Live a Little (1967) - Frat Boy (Niet op aftiteling)
- The Green Hornet televisieserie - Paul Garret (Afl., Alias 'The Scarf', 1967)
- Winter A-Go-Go (1965) - Ski Resort Guest